# Zodiaco de Dendera
El llamado zodiaco de Dendera es un conocido bajorrelieve del Antiguo Egipto esculpido en el techo de la pronaos (o pórtico) de una cámara dedicada a Osiris en el templo de Hathor de Dendera, en Egipto. Está expuesto en el Museo del Louvre de París y mide 253 por 255 cm.
Contiene imágenes que parecen corresponder a las constelaciones de Tauro y Libra. Esta cámara está datada a finales del periodo ptolemaico y su pronaos fue añadida durante el reinado del emperador Tiberio. Esto llevó a Jean-François Champollion a fechar el relieve en el periodo grecorromano, pero muchos de sus contemporáneos postularon que databa del Imperio Nuevo. La fecha aceptada mayoritariamente en la actualidad es hacia el año 50 a. C., pues muestra estrellas y planetas en las posiciones en que se observarían en esa época. Se ha conjeturado con que el relieve sirviera de base para la confección de sistemas astronómicos posteriores.

## Historia
Durante la campaña napoleónica en Egipto, Vivant Denon dibujó el zodiaco circular y los rectangulares. En 1802, tras la expedición napoleónica, Denon publicó varios grabados del techo del templo en su Voyage dans la Basse et la Haute Egypte. Éstos suscitaron una gran controversia en torno a la fecha del zodiaco, que iba desde miles de años hasta unos siglos y si era un planisferio o una representación astrológica. El interés despertado en Europa por los hallazgos egipcios, motivó que se decidiera enviar el relieve a Francia y así, en 1820, el distribuidor de antigüedades Sébastien-Louis Saulnier encargó a Jean Baptiste Leloraine, un maestro albañil, extraer el zodiaco circular usando sierras, alicates y pólvora. La pieza finalmente llegó en 1821 a París y al año siguiente fue instalada por Luis XVIII en la Biblioteca Real. En 1922 fue trasladada desde la Biblioteca nacional al Museo del Louvre. Actualmente  se expone en la Sala 12bis del Pabellón Sully.

## Descripción del zodiaco

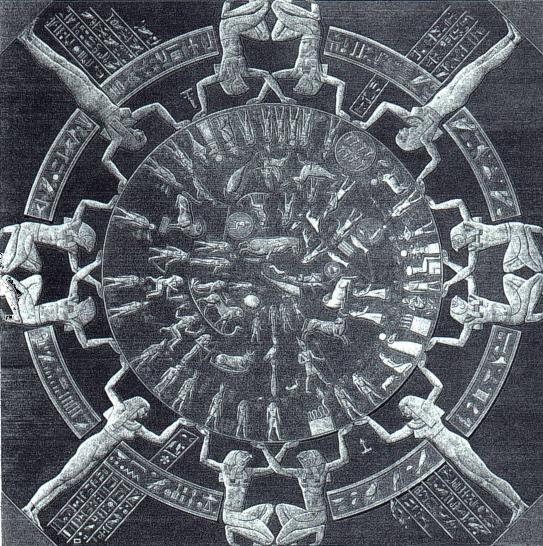
Grabado del del zodiaco.

El zodiaco es un planisferio o mapa de las estrellas en un plano de proyección particular, mostrando las 12 constelaciones zodiacales de la banda,  que forman 36 «décadas» de diez días cada uno, y los planetas. Estas «décadas» son grupos de estrellas de primera magnitud. Estos se utilizaron en el antiguo calendario egipcio, que se basó en ciclos de 30 días y en el orto helíaco de la estrella Sothis (Sirio).
Su representación del zodiaco en forma circular es único en el arte del Antiguo Egipto, siendo más normales los zodiacos rectangulares, como los que decoran la pronaos del mismo templo o los «techos astronómicos» de las tumbas del Valle de los Reyes.
La bóveda celeste está representada por un círculo sostenido por cuatro pilares del cielo en forma de mujeres, entre las que se insertan seres con cabeza de halcón. En el primer anillo, 36 seres simbolizan los 360 días del año egipcio quedando 5 1/4 días epagomenales sin nombre (funestos).
En el círculo interior, se encuentran distintas constelaciones. Si analizamos su iconografía podemos detectar una herencia tardía de las culturas babilónicas a través de la cultura griega, con una clara representación egipcia. En el centro se encuentra las constelaciones circumpolares, siendo la Osa Menor un ejemplo de herencia grecolatina. Sin embargo la Osa Mayor tiene una iconografía heredera de la mitología mesopotámica. Draco está representando a la diosa Taweret y aparece representado como un hipopótamo sacando la lengua. Esto se interpreta dando suma importancia a las palabras que usamos al hablar. Esta es una de las enseñanzas más importantes de este zodiaco al igual que lo expresan otras culturas.
En torno a las figuras centrales encontramos las constelaciones zodiacales. Aunque aparecen las 12 constelaciones que han llegado hasta nuestros días, la iconografía de las mismas es variable. Algunas de ellas tienen una clara influencia grecolatina como por ejemplo, Aries, Tauro, Scorpio. En otras, sin embargo, prevalece la corriente artística y mitológica egipcia, como Capricornio o Acuario, que está representado como el dios de las inundaciones Hapy, sosteniendo dos vasos de los que brota agua.

## Asunto de Dendera
La polémica en torno al zodiaco, llamado el «Asunto de Dendera», incluyó a personas como Joseph Fourier (que calculó su composición en el 2500 a. C.), Thomas Young, Jean-François Champollion y Jean-Baptiste Biot. Johann Karl Burckhardt y Jean-Baptiste Coraboeuf mantuvieron, tras analizar la pieza, que los antiguos egipcios conocían la precesión de los equinoccios. Champollion, entre otros, creyeron que se trataba de un zodiaco religioso y descifró los nombres de los emperadores Tiberio, Claudio, Nerón y Domiciano y fechó el relieve en la época de dominación romana.